# Berndt Adolf Grotenfelt
Berndt Adolf Grotenfelt, född 2 november 1769 på Örnevik gård i Jorois socken, död 27 maj 1836 på Frugård i Jorois socken, var en svensk militär.

## Biografi
Berndt Adolf Grotenfelt inledde sin militära karriär när han blev inskriven 1783. Som sekundlöjtnant och senare premiärlöjtnant i Savolax fotjägarregemente närvarade han i Gustav III:s ryska krig. Han utmärkte sig även i finska kriget 1808–1809 i flera slag och drabbningar. 1810 lämnade han armén som överste och blev 1818 immatrikulerad på Finlands riddarhus.

## Familj
Berndt Adolf Grotenfelt var gift två gånger.
Han gifte sig första gången 1795 med Katarina Gustava (1776–1808), född i släkten Ehrnrooth, och fick med henne sex barn: Carl Gustaf (1796–1832); Nils Adolf (1797–1836); Anna Catharina (1800–1882), gift i släkten Rehbinder; Berndt Johan (1802–1882); Hedvig Juliana Gustava (1804–1844), gift Rehbinder; August Fredrik (1806–1808).
Han gifte sig andra gången 1814 med Lovisa Wunsch (1783–1832) och fick med henne sex barn: Lovisa Adolfina Carolina (1815–1843), gift Grotenfelt; Gustaf Otto (1817–1900); Lovisa Bernhardsson Beata (1819–1895); Lovisa Gustava Rosalie (1820–1901); Lovisa Alexandra Sofia (1822–1907); Lovisa Maria Charlotta (1827–1893).